# Deutsche Tourenwagen-Meisterschaft

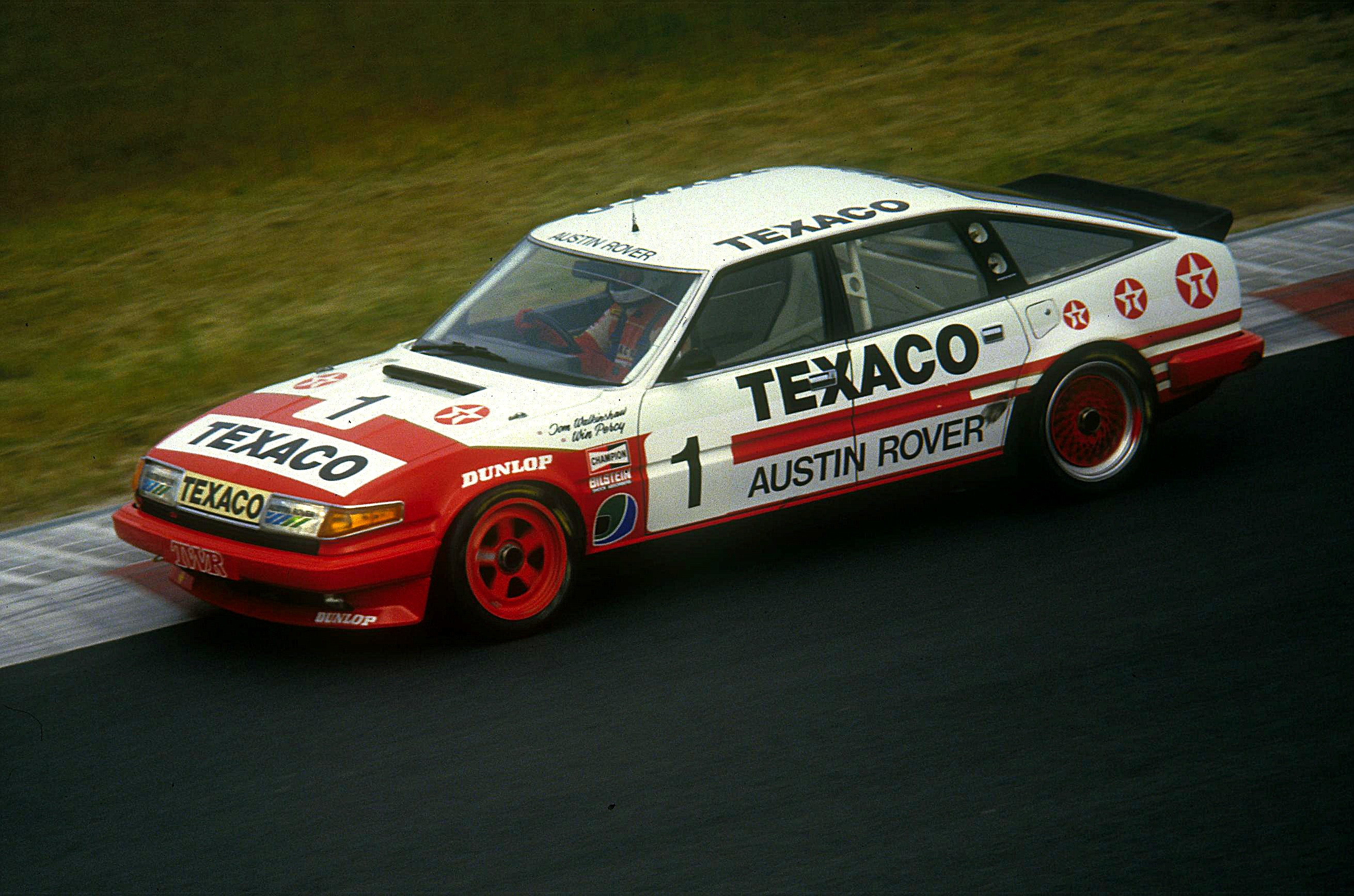
Rover Vitesse auf dem Nürburgring (1985)

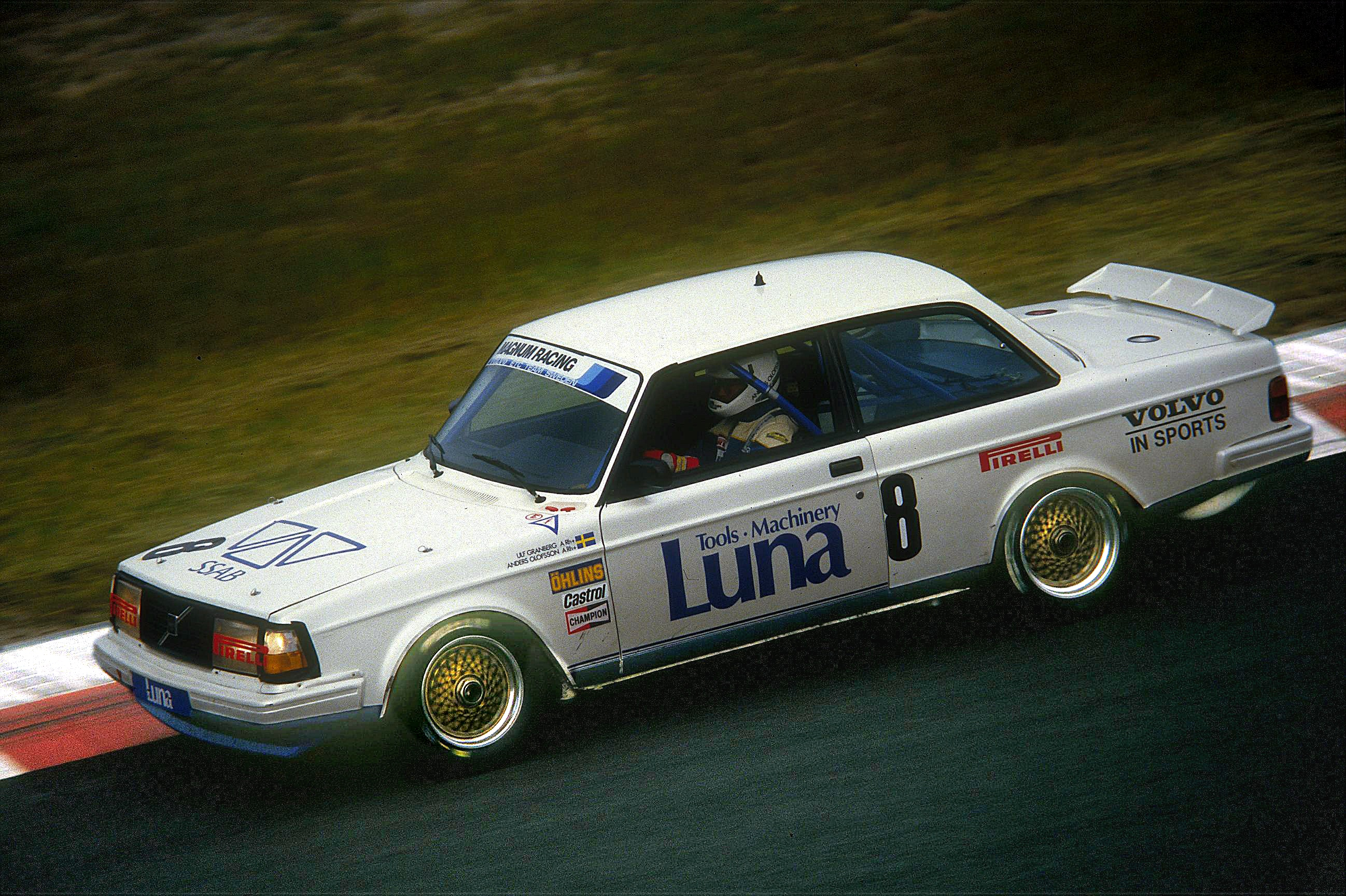
Volvo 240 Turbo beim GP der Tourenwagen 1985

Die von 1984 bis 1995 ausgetragene Deutsche Tourenwagen-Meisterschaft, kurz DTM, galt im deutschen Motorsport als die wichtigste Rennserie, womit sie die Rolle der deutschen Rennsport-Meisterschaft übernahm. Nach der Einstellung der Tourenwagen-Meisterschaft samt der International Touring Car Championship Ende 1996 wurde die DTM im Jahre 2000 als Deutsche Tourenwagen-Masters wiederbelebt.

## Geschichte

### Deutsche Tourenwagen-Meisterschaft

#### Gründung
In Deutschland war ab 1972 die Deutsche Rennsport-Meisterschaft (DRM) populär, bei der ursprünglich seriennahe FIA-Gruppe-2-Tourenwagen von Ford, BMW und Porsche teilnahmen, ab 1977 auch als turbogetriebene FIA-Gruppe-5-Versionen. Ab 1982 änderte die FIA die Regeln, die DRM wechselte zu den neuen Gruppe C-Sportwagen, die aber noch nicht verfügbar oder sehr teuer waren, wie der Porsche 956 C. Die Starterzahlen gingen zurück, da die Kosten immer höher stiegen.
Die damalige Oberste Nationale Sportkommission für den Automobilsport in Deutschland (ONS) reagierte und entwickelte wieder ein Reglement für seriennahe Tourenwagen, die kostengünstiger waren. Als Basis dienten die neuen FIA-Gruppe-A-Fahrzeuge aus der Tourenwagen-Europameisterschaft. In der EM wurden die Meister in drei Motorhubraumklassen (bis 1600 cm³; bis 2500 cm³; über 2500 cm³) ermittelt, während man in der DTM, die in ihren ersten beiden Jahren noch Deutsche Produktionswagen-Meisterschaft (DPM) hieß, versuchte, durch unterschiedliche Fahrzeuggewichte und Reifenbreiten die Fahrleistungen auch bei unterschiedlichen Motorisierungen anzugleichen. Man sprach von der „klassenlosen Gesellschaft“. Dadurch war für den Zuschauer klar zu sehen, wer wirklich gesiegt hatte, nämlich derjenige, der als Erster die Ziellinie überfuhr – egal, ob das nun ein leichter BMW 323i war oder ein schwerer Chevrolet Camaro mit mehr als doppeltem Hubraum.

#### Anfänge
Die erste Saison der Deutschen Produktionswagen Meisterschaft brachte schon ein volles Starterfeld. Es gab sieben verschiedene Fahrzeuge, die einen Sieg für sich verbuchen konnten: Rover Vitesse, BMW 635 CSi, BMW 325i, Alfa Romeo GTV6, Ford Mustang, Chevrolet Camaro und Volvo 240 Turbo – ganz zu schweigen von den weiteren Fahrzeugen, die mitfuhren, aber nicht siegten. Das allererste Rennen startete nicht in Deutschland, sondern im belgischen Zolder. Sieger in diesem historischen Rennen wurde der Essener BMW-Pilot Harald Grohs, der fünf Rennen gewinnen konnte, aber trotzdem nicht die Meisterschaft. Diese ging an den heutigen Opel-Motorsportchef Volker Strycek auf einem BMW 635 CSi, der kein einziges Rennen für sich entschieden hatte.

#### Das Medieninteresse steigt
Ein großes Problem zu dieser Zeit war das mangelnde Interesse von Zuschauern und Sponsoren. Die DTM-Dachorganisation ITR reagierte darauf mit einer Änderung des Reglements: Anstatt nur eines Wertungslaufes über 100 km wurden nun zwei getrennt gewertete Läufe hintereinander ausgetragen. Dieses Konzept wurde später auch von anderen Rennserien übernommen. Zudem wurden für den Saisonauftakt 1988 auf dem belgischen Circuit Zolder tausende Freikarten verteilt, was zur Folge hatte, dass sich nach 5000 Zuschauern 1987 nunmehr rund 53.000 Zuschauer an der Strecke einfanden. Die Rennen wurden zudem live von ZDF und 3sat übertragen; bis zum Jahr 1992 konnte die TV-Präsenz der DTM auf 86 Sender in 52 Ländern ausgebaut werden.

#### Aufstieg
Mit den Jahren entwickelte sich das Feld von einer Veranstaltung privater Tuner zu einer reinen Werksmeisterschaft großer Automobilhersteller wie Audi, Alfa Romeo, BMW, Mercedes-Benz, Ford und Opel. Große Beliebtheit beim Publikum erlangte die DTM vor allem durch extrem „enge“ Rennen. Anders als in der Formel 1 sind mit Tourenwagen Rad-an-Rad-Duelle möglich und die Autos der verschiedenen Hersteller waren nahezu gleichwertig.
Zudem startete die DTM bis 1993 mehrmals (1988–1990 und 1992/93) im Rahmen des 24-Stunden-Rennens auf dem Nürburgring vor großer Kulisse und zeigte spektakuläre Szenen auf diesem Traditionskurs.

#### Der Einstieg der Automobilhersteller

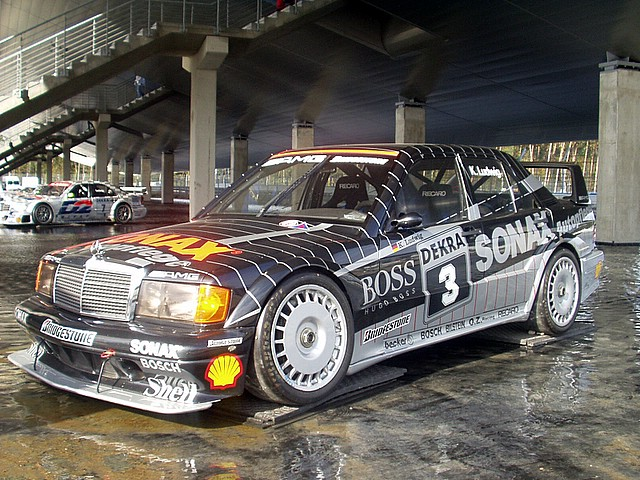
Ein Mercedes 190E Evo II von 1992

Die DTM war entstanden, um Privatteams bezahlbaren Rennsport zu ermöglichen. Der immer größer werdende Erfolg der DTM führte jedoch dazu, dass sich Automobilhersteller mit Werksmannschaften beteiligten. Die Werke investierten mehr Geld in die Weiterentwicklung der Fahrzeuge, und den Privatteams fiel es schwer, den Anschluss zu halten. Das führte dazu, dass immer mehr Privatteams ausstiegen und die Starterfelder schrumpften. Waren es 1988 beim Saisonfinale in Hockenheim noch 46 Tourenwagen, gingen 1992 beim letzten DTM-Rennen mit „Gruppe-A-Fahrzeugen“ nur noch 27 Tourenwagen an den Start. Die Hersteller brachten das „klassenlose Reglement“ aus ihrem Konzept. Um die Gleichheit auch bei verschiedenartigen Grundmodellen zu erhalten, wurde das Reglement immer wieder angepasst, was aber zu Konflikten führte.

#### Das Problem der Turbomotoren

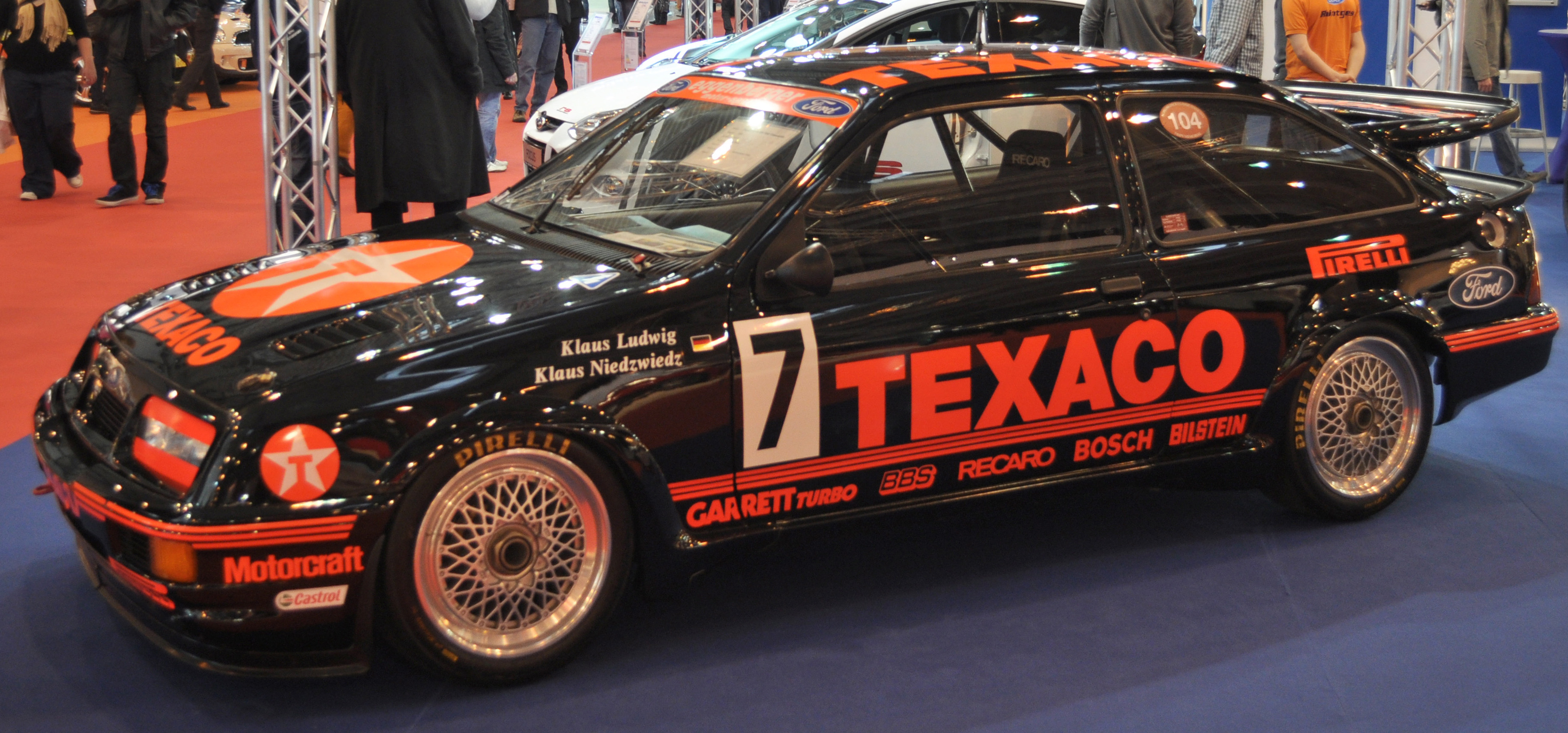
Stein des Anstoßes: Der Sierra RS500

Motoren mit einem Abgasturbolader haben im Vergleich zu Saugmotoren den Vorteil, dass sie bei gleichem Hubraum deutlich mehr Leistung haben. Deshalb galt in der DTM, wie schon in der DRM der 1970er Jahre, ein sogenannter „Turbofaktor“ von 1,4. Das heißt, dass der Hubraum der Motoren mit Turboaufladung mit 1,4 multipliziert wird, um sie gleichwertig zu den Saugmotoren einstufen zu können. In der Formel 1 war zu der Zeit der Turbo-Faktor 2 üblich, wobei zusätzliche Beschränkungen die Leistungsexplosion kaum aufhalten konnten. Aufgrund des vorteilhaft niedrigen „Turbo-Faktors“ gewannen 1985 der Volvo 240 Turbo und der Ford Sierra XR4Ti sieben von neun Rennen. Der Sierra XR4Ti hatte einen 2,3-Liter-OHC-Motor mit mindestens 257 kW (350 PS) und nahm ab dem dritten Rennen auf der AVUS im Mai 1985 teil. Auf die Erfolge des Ford Sierra reagierte die ONS mit einer Erhöhung des „Turbo-Faktors“ von 1,4 auf 1,7. Damit stiegen die Mindestgewichte für die Fahrzeuge. Mit weiteren Zusatzgewichten wegen der Rennerfolge wog der Sierra 1986 teilweise über 1,5 Tonnen. Obwohl es bei den Rennen auf der AVUS zu lebensgefährlichen Unfällen kam, nachdem bei Klaus Niedzwiedz bei etwa 250 km/h die Vorderachse brach und wenige Minuten später bei Manuel Reuter die Hinterachse, hielt die ONS an den Zusatzgewichten fest. Im Verlauf der Saison 1987 erhielten die Sierra nach mehreren Reifenschäden 50 kg weniger Zusatzgewicht zum Rennen am Nürburgring und konnten in der Folge wieder mehrere Rennen gewinnen. Zum letzten Rennen der Saison erhielten einige Fahrer den brandneuen Sierra RS500, die mit 370 kg Zusatzgewicht belegt wurden. Manuel Reuters Fahrzeug erlitt einen Reifenschaden und Reuter verlor dadurch die Meisterschaftswertung um drei Punkte an Eric van de Poele. In der Saison 1988 änderte sich wenig an der Situation für Turbofahrzeuge. Das Zusatzgewicht wurde zwar etwas reduziert, im Saisonverlauf wurde jedoch der Luftmengenbegrenzer am Sierra RS500 auf Betreiben der Konkurrenten BMW und Mercedes-Benz zuerst auf 43,5 Millimeter, dann auf 38 Millimeter und zuletzt auf 36 Millimeter reduziert. In der Folge kam es zu zahlreichen Ausfällen wegen überhitzter Turbolader und zu Motorschäden. Trotzdem gewann Klaus Ludwig die Meisterschaft, sein Markenkollege Armin Hahne wurde Dritter. In der Saison 1989 wurde der Sierra RS500 zum letzten Mal in der DTM eingesetzt, da für das Jahr 1990 bereits ein Verbot der Turbolader beschlossen war.

#### Audi mit V8-Motor
Nach dem Ausstieg von Ford konnte Audi die Lücke 1990 wieder schließen. Nachdem die eine Technikkontroverse gelöst war, kam Audi mit einigen Neuerungen. Während BMW und Mercedes auf 2500 cm³ große 4-Zylinder setzten, wählte Audi einen 3600 cm³ großen 8-Zylinder-Typ Audi V8, und verfügte somit über fast 75 kW mehr Leistung. Noch dazu wollte Audi unbedingt das quattro-Allradsystem aus dem Serienauto auch im Tourenwagen beibehalten. Die ITR hatte zwar Audi gebeten, auf den Allradantrieb zu verzichten, doch Audi ließ sich nicht umstimmen. Auf Hochgeschwindigkeitsstrecken wie dem alten Hockenheimring sowie der AVUS enteilten die leistungsstarken V8 den kostengünstigeren Vierzylindern. Nur auf kurvenreichen Strecken wie Zolder konnte das höhere Gewicht des großen Audi V8 die Leistungs- und Haftungsvorteile ausgleichen. Die Folge waren zwei Saisons, in denen Audi die Fahrermeisterschaft gewinnen konnte. Ging die erste Meisterschaft 1990 an Routinier Hans-Joachim Stuck, konnte Frank Biela sie im Folgejahr für die Marke Audi verteidigen. Audi ist somit der erste Hersteller der DTM, dem eine Titelverteidigung gelang. Die Teamwertung gewannen die Audi V8 jedoch nie. 1992 hatte Audi aber keine Chance mehr. Die ITR hatte das Gewicht des Tourenwagens weiter erhöht, so dass sie ihre Dominanz abgeben mussten. Mit einer neuen „verdrehten“ Kurbelwelle, mit 180° anstatt 90° Hubzapfenversatz, wollte man versuchen, den Anschluss zu halten, doch ein derart grundlegend „umgearbeitetes“ Teil war gegen den Sinn des Reglements. BMW und Mercedes protestierten und bekamen im 2. Anlauf Recht, Audi durfte die Welle nicht mehr einsetzen. Die Konsequenz war der sofortige Ausstieg der Marke Audi aus der DTM zur Mitte der Saison 1992.

#### Das Ende des „Gruppe-A“-Reglements
Das seriennahe Gruppe-A-Reglement hatte keine Zukunft mehr. Die „klassenlose Gesellschaft“ zog zu viele Diskussionen um die Einstufung einzelner Fahrzeugtypen nach sich. Ford zeigte dies mit dem Turbomotor, Audi mit V8-Triebwerk und Allrad. Mercedes und BMW verkauften mehrere Evo-Varianten, sodass die dort verwendeten Spoiler, die die Aerodynamik des Fahrzeugs verbessern, auch in der DTM eingesetzt werden durften. Der Ruf nach einem neuen Reglement für eine „klassengleiche Gesellschaft“ wurde immer lauter.

#### Das neue „Klasse-1“-Reglement
Um mit dem neuen Reglement Erfolg zu haben, sollten die Interessen aller Automobilhersteller einander angepasst werden. Das erwies sich als sehr schwierig, denn mit Alfa Romeo, Audi, BMW, Mercedes-Benz und Opel entwickelten fünf Marken an diesem Reglement. Es entstand ein sehr freizügiges Reglement. Die Tourenwagen mussten technisch nicht viel mit dem Serienauto gemeinsam haben.
Die FIA schrieb das neue, sogenannte „Klasse-1“-Reglement international aus. Das heißt, dass alle Länder das Recht und die Möglichkeit hatten, nach diesem Reglement zu fahren. Neben Deutschland hatte auch Frankreich Interesse an den „Klasse-1“-Regeln, doch sie entschieden sich für das seriennahe „Klasse-2“-Reglement.
Ab 1993 wurden sogenannte „Klasse-1“-Fahrzeuge eingesetzt, bei denen starke Modifikationen erlaubt waren. Insbesondere die bisherigen Blechkarossen konnten durch Kohlefaserchassis ersetzt werden, wodurch die Abkehr vom eigentlichen Tourenwagen hin zum Prototyp-Rennwagen vollzogen wurde. Als Motoren kamen Vier- und Sechszylinder mit 2500 cm³ zum Einsatz, die ähnlich aufwändig waren wie damalige Formel-1-Triebwerke und Leistungen bis 370 kW erbrachten. Bei Opel und Alfa Romeo wurden Allradantriebe eingesetzt. Die Elektronik war sehr aufwändig.

#### „Klasse 1“ mit nur zwei Herstellern

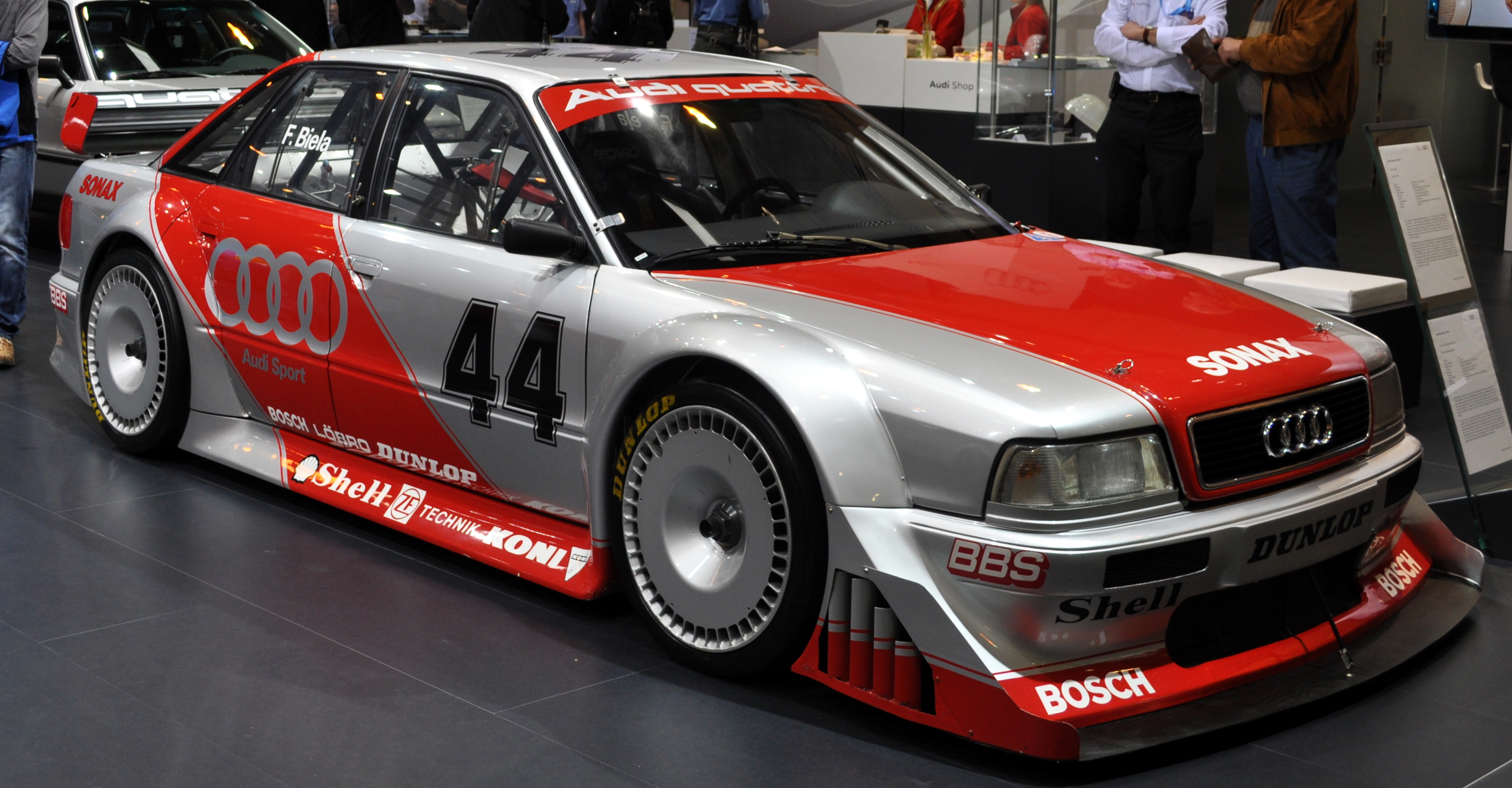
Audi 80 quattro 2,5 DTM (1993) „Klasse-1“

Von den fünf Herstellern, die an dem „Klasse-1“-Reglement mitgewirkt hatten, zog sich einer nach dem anderen zurück. Audi hatte auf Basis des Audi 80 zwar einen „Klasse-1“-Tourenwagen entwickelt, verzichtete aber auf einen Einsatz in der DTM. Auch BMW zog sich im Dezember 1992 noch kurzfristig zurück. Der Münchner Hersteller verbaute in seinem auf Basis des M3 E36 aufbauenden Tourenwagen einen markentypischen Reihensechszylinder und befürchtete Nachteile in der Gewichtsverteilung gegenüber den kürzer bauenden V6-Motoren der Konkurrenz, weshalb ein Antrag auf einen – im Gegensatz zu Serienlösung – weiter hinten liegenden Einbau des Triebwerks gestellt wurde. Der Antrag wurde abgelehnt, da nicht schon zu Beginn der „klassengleichen Gesellschaft“ Ausnahmen genehmigt werden sollten. BMW und Audi führten fortan den ursprünglichen Gedanken im neuen Super-Tourenwagen-Cup fort, mit relativ seriennahen Zweiliter-Autos des „Klasse-2“-Reglements und großer Markenvielfalt, u. a mit Peugeot, Nissan, Ford und Honda. Opel zögerte nach dem Rückzieher der beiden anderen Marken und „legte die Entwicklung des neuen Calibra V6 zunächst auf Eis“. Mercedes hielt an der DTM fest und dank des Einstiegs von Alfa Romeo überlebte die DTM auch mit nur zwei Herstellern.

#### Der DTM-Einstieg von Alfa Romeo

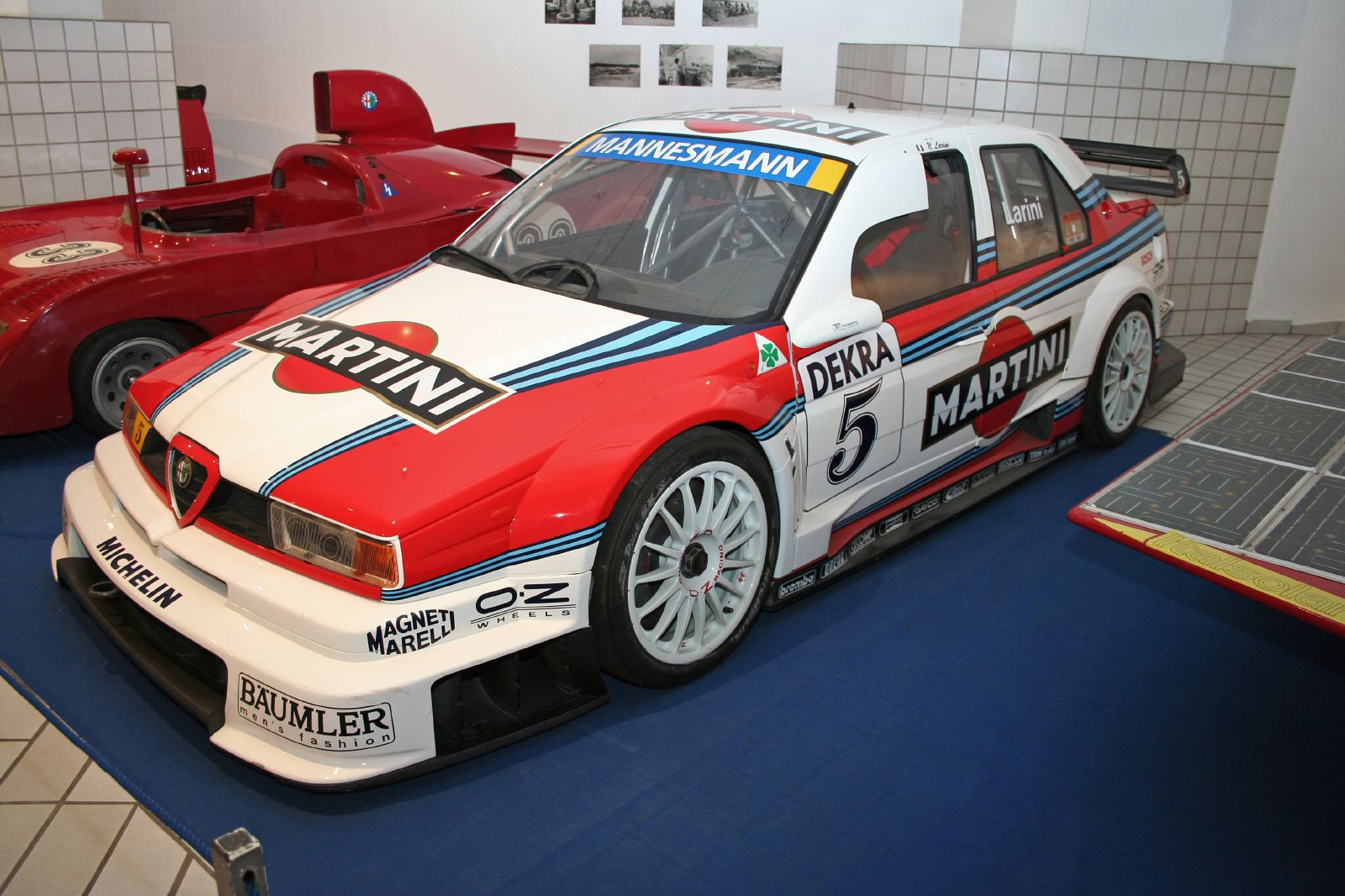
Ein Alfa Romeo 155 V6 TI DTM von 1996

Das Premierenjahr 1993 der „Klasse-1“-Tourenwagen stand ganz im Zeichen des neuen Herstellers Alfa Romeo. Die Italiener sprangen ins eiskalte Wasser der DTM und deklassierten den alteingesessenen Kontrahenten Mercedes. Der Alfa Romeo 155, der 1992 in Serie ging, begann seine Karriere als einer der erfolgreichsten Tourenwagen aller Zeiten. Mercedes begründete die eigene schlechte Vorstellung damit, dass der 190er alt und nur eine Übergangslösung sei, die auf die neue „Klasse 1“ angepasst wurde. Nachdem die Saison 1993 den Italienern gehört hatte, lag Mercedes-Benz in den Folgejahren mit einem deutlich erhöhten Budget wieder vorn.

#### Das Comeback von Opel
Beim Finale 1993 kehrte Opel mit dem brandneuen Opel Calibra V6 4×4 in die DTM zurück, nachdem die Marke schon zu „Gruppe-A“-Zeiten mit Kadett und Omega aktiv gewesen war. Der Erfolg der DTM schien auch ohne die beiden bayrischen Marken gesichert. Mit dem neuen Auto qualifizierte sich Manuel Reuter trotz eines Trainingsunfalls für die dritte Startreihe. Ex-Formel-1-Weltmeister Keke Rosberg holte auf dem zweiten Calibra beim Debüt sofort die ersten Meisterschaftspunkte für Opel. Das sicherte nicht nur die Zukunft von Opel in der DTM, sondern auch die Zukunft der „Klasse-1“-Tourenwagenrennen. Im darauf folgenden Jahr bestritt Opel die ganze Saison, doch über ein paar Achtungserfolge kam man nicht heraus. Beim Gastrennen 1994 im englischen Donington Park erzielte Manuel Reuter den ersten Sieg des Calibra, der jedoch erst am grünen Tisch entschieden wurde. Der Durchbruch des Calibra kam erst 1996.

#### Das Wettrüsten eskaliert
Mit dem Debüt der Mercedes-C-Klasse, die ab 1994 auch ein richtiger „Klasse-1“-Tourenwagen war, begann das Wettrüsten in der DTM. Mercedes war mit der C-Klasse an Alfa Romeo vorbeigezogen. Mit immer mehr High-Tech versuchten die drei Hersteller, den Anschluss zu halten bzw. aus dem Hintertreffen nach vorne zu kommen. Die Kosten explodierten, und für Privatteams war kein Platz mehr. Ab 1995 gab es nur noch die drei Werksteams. Schon vorher spielten die Privaten nur eine Statistenrolle. Aber auch die Werke hatten Probleme, die neue Technik zu beherrschen. Alfa Romeo rüstete 1994 sogar wieder zurück auf das Vorjahresmodell. Opel hatte Probleme, die Technik standfest zu machen. Mit weniger Schwierigkeiten als die Konkurrenz war es für Mercedes somit möglich, die Meisterschaften 1994 mit „König“ Klaus Ludwig (sein dritter und letzter DTM-Titel) und 1995 mit Bernd Schneider (sein erster von fünf Titeln) zu holen. Für eine nationale Serie, die nur in Deutschland fuhr, wurden den Herstellern die Investitionen zu hoch. Um aber an der Technik festzuhalten und nicht wieder ein neues Reglement präsentieren zu müssen, ging man andere Wege, die die Kosten rechtfertigen sollten.

### International Touring Car Championship
Nur für eine Tourenwagen-Weltmeisterschaft schien es vertretbar, derart hohe Summen für die „Klasse-1“-Tourenwagen zu investieren. So reifte der Gedanke, die DTM zu internationalisieren. Schon 1991 wurden einige Einladungsrennen im tschechischen Brünn und im englischen Donington Park unter dem Namen ITR-Cup veranstaltet. Diese zählten aber nicht zur Meisterschaft. Auch 1992 wurde Brünn besucht, 1993 und 1994 stattdessen Donington Park.
1995 wurden dann neben sieben Rennen in Deutschland auch fünf Läufe zur International Touring Car Championship ausgetragen. Schon 1996 kam nur noch die ITC zur Austragung und die DTM verschwand. Die hohen Kosten, welche zur Gründung einer internationalen Serie führten, waren auch ihr Untergang. Die Technik war im Laufe der Saison zudem vollends eskaliert und überstieg den Aufwand der damaligen Formel 1 inzwischen deutlich. Ende des Jahres stiegen Alfa Romeo und Opel aus der Meisterschaft aus, was effektiv das Ende der Serie herbeiführte.

### Deutsche Tourenwagen-Masters
Nach dem Ende der ITC suchten die drei Hersteller ein neues Betätigungsfeld. Opel und Alfa Romeo machten mit „Klasse-2“-Tourenwagen weiter. Dort trafen sie auch auf alte DTM-Bekannte wie Ford, BMW oder Audi. Mercedes-Benz machte mit Sportwagenrennen in der FIA-GT-Meisterschaft weiter. In Deutschland fuhren auch die „Klasse-2“-Tourenwagen im Super-Tourenwagen-Cup. Die Serie hatte die Aufgabe, die DTM zu ersetzen. Doch dies schaffte sie nicht. Die „Klasse-2“-Tourenwagen waren zu seriennah und unspektakulär und wurden deshalb vom Publikum nicht angenommen. 1999 war man mit der STW in Deutschland an ihrem Endpunkt angelangt. Auch hier wurden die Kosten zu hoch, bedingt durch einen sehr engen Spielraum des Reglements, der aufwendig ausgenutzt werden sollte oder musste. Seit dem Jahre 2000 wird eine neue DTM ausgetragen, nun als Deutsche Tourenwagen-Masters bezeichnet.

## Fahrer
In der DTM wurden immer wieder sowohl große Talente für die Formel 1 „entdeckt“, wie auch ehemalige Formel-1-Piloten nach ihrer aktiven Zeit in der höchsten Formelklasse in den Tourenwagensport einstiegen. So stellten die Formel-1-Piloten Gerhard Berger, Volker Weidler, Eric van de Poele, Roland Ratzenberger, Karl Wendlinger, Jan Magnussen, Juan Pablo Montoya, Ricardo Zonta, Alexander Wurz und Giancarlo Fisichella zuvor ihr Talent in der DTM unter Beweis. Einem anderen gelang dies nicht: Michael Schumacher, im Oktober 1990 als Gastfahrer von Mercedes zur Unterstützung von Kurt Thiim im Saisonfinale von den Sauber-Sportwagen abkommandiert, kam bei seinem Tourenwagen-Debüt am Hockenheimring nur bis zur ersten Kurve. Er verschätzte sich, rutschte über die Wiese und schlug ausgerechnet bei dem bis dahin Führenden in der Wertung ein. Cecotto auf BMW war damit jeglicher Sieg- und Titelchancen beraubt. Aber Mercedes profitierte auch nicht von der Aktion, denn es freute sich letztendlich der Dritte über die Meisterehren, Stuck auf Audi.
Einige DTM-Fahrer wie Giorgio Francia, Naoki Hattori, Hans-Joachim Stuck, Lella Lombardi, Dieter Quester, Johnny Cecotto, Jean-Louis Schlesser, Jacques Laffite, Allen Berg, Jochen Mass, Keke Rosberg, Alessandro Nannini, Stefano Modena, Danny Sullivan, Michele Alboreto, Yannick Dalmas, JJ Lehto, Christian Fittipaldi, Aguri Suzuki, Christian Danner, Bernd Schneider, Michael Bartels, Olivier Grouillard, Nicola Larini, Emanuele Pirro, Gabriele Tarquini, Joachim Winkelhock oder Manfred Winkelhock fuhren vorher in der Formel 1.
Mit Lella Lombardi (Alfa Romeo), Henny Hemmes (Chevrolet), Beate Nodes (Ford), Traudl Klink (Ford), Ellen Lohr (BMW, mit Mercedes einzige weibliche DTM-Siegerin, in Hockenheim 1992), Annette Meeuvissen (BMW) und Mercedes Stermitz (BMW) waren auch Damen am Start.
Weitere prominente Piloten in der alten DTM waren die Rallye-Weltmeister Walter Röhrl (Audi) und Markku Alén (Alfa Romeo), der Rallye-Dakar-Sieger Freddy Kottulinsky (Audi), der Motorrad-Weltmeister Wayne Gardner (BMW), der ehemalige Skirennläufer Franz Klammer (Alfa Romeo/Mercedes-Benz), der Radrennfahrer Klaus-Peter Thaler (Opel), der Formel-1-Strecken-Architekt Hermann Tilke (Toyota) sowie der spätere Manager von Michael Schumacher, Willi Weber (VW).

## Statistik

### Meister der DTM 1984–1995
| Jahr | Meister (Marke)    | Meister (Marke) | Pts   | 2. Platz (Marke) | 2. Platz (Marke) | Pts   | 3. Platz (Marke)   | 3. Platz (Marke) | Pts |               | Markenmeister |
| ---- | ------------------ | --------------- | ----- | ---------------- | ---------------- | ----- | ------------------ | ---------------- | --- | ------------- | ------------- |
| 1984 | Volker Strycek     | BMW             | 155   | Olaf Manthey     | Rover            | 147,5 | Harald Grohs       | BMW              | 147 | BMW           |               |
| 1985 | Per Stureson       | Volvo           | 117,5 | Olaf Manthey     | Rover            | 100   | Harald Grohs       | BMW              | 96  | BMW           |               |
| 1986 | Kurt Thiim         | Rover           | 130   | Volker Weidler   | Mercedes-Benz    | 113   | Kurt König         | BMW              | 104 | BMW           |               |
| 1987 | Eric van de Poele  | BMW             | 127   | Manuel Reuter    | Ford             | 124   | Marc Hessel        | BMW              | 123 | BMW           |               |
| 1988 | Klaus Ludwig       | Ford            | 258   | Roland Asch      | Mercedes-Benz    | 242   | Armin Hahne        | Ford             | 238 | BMW           |               |
| 1989 | Roberto Ravaglia   | BMW             | 285   | Klaus Niedzwiedz | Ford             | 274   | Fabien Giroix      | BMW              | 265 | BMW           |               |
| 1990 | Hans-Joachim Stuck | Audi            | 189   | Johnny Cecotto   | BMW              | 177   | Kurt Thiim         | Mercedes-Benz    | 162 | BMW           |               |
| 1991 | Frank Biela        | Audi            | 174   | Klaus Ludwig     | Mercedes-Benz    | 166   | Hans-Joachim Stuck | Audi             | 158 | Mercedes-Benz |               |
| 1992 | Klaus Ludwig       | Mercedes-Benz   | 228   | Kurt Thiim       | Mercedes-Benz    | 192   | Bernd Schneider    | Mercedes-Benz    | 191 | Mercedes-Benz |               |
| 1993 | Nicola Larini      | Alfa Romeo      | 261   | Roland Asch      | Mercedes-Benz    | 204   | Bernd Schneider    | Mercedes-Benz    | 172 | Alfa Romeo    |               |
| 1994 | Klaus Ludwig       | Mercedes-Benz   | 222   | Jörg van Ommen   | Mercedes-Benz    | 175   | Nicola Larini      | Alfa Romeo       | 150 | Mercedes-Benz |               |
| 1995 | Bernd Schneider    | Mercedes-Benz   | 138   | Jörg van Ommen   | Mercedes-Benz    | 113   | Klaus Ludwig       | Opel             | 80  | Mercedes-Benz |               |

### Punktewertung 1984–1995
|     | Name            | Punkte | Meisterschaften  |
| --- | --------------- | ------ | ---------------- |
| 1.  | Klaus Ludwig    | 1792,5 | 1988, 1992, 1994 |
| 2.  | Bernd Schneider | 1770,5 | 1995             |
| 3.  | Kurt Thiim      | 1405,0 | 1986             |
| 4.  | Roland Asch     | 1141,0 | –                |
| 5.  | Manuel Reuter   | 1107,0 | –                |
| 6.  | Jörg van Ommen  | 1045,5 | –                |
| 7.  | Johnny Cecotto  | 959,0  | –                |
| 8.  | Steve Soper     | 744,0  | –                |
| 9.  | Frank Biela     | 652,0  | 1991             |
| 10. | Nicola Larini   | 636,0  | 1993             |